# Dios nunca muere
Dios nunca muere (Déu mai mor), és un vals mexicà escrit pel compositor i violinista oaxaqueny Macedonio Alcalá el 1868. És l'Himne de facto de l'estat mexicà d'Oaxaca. Igual com a la Cançó Mixteca, s'hi reflecteix el dolor del poble d'Oaxaca, obligat a migrar a altres terres a la recerca d'oportunitats. Ha estat cantat per intèrprets tan destacats com Pedro Infante i Javier Solís. En el cas d'aquest últim, existeixen dues versions de la cançó: una amb suport de Banda Simfònica, gravada el 1959 i una altra amb el Mariachi Nacional d'Arcadio Elías, gravada el 1963. S'explica que aquest vals va ser compost quan Macedonio Alcalá i la seva dona passaven per una situació econòmica precària i a més el compositor estava en risc de morir. Una versió de la història assenyala que el seu benefactor i amic Roberto Maqueo, veient-lo en aquesta situació difícil, li va deixar discretament 12 pesos en plata. Una altra versió assenyala que el van visitar indígenes d'un poble proper per encarregar-li un vals per a la patrona del seu poble, deixant-li 12 pesos en plata com a paga. En tot cas, s'afirma que quan Alcalá va rebre els diners, es va incorporar al seu llit i va traçar en una paret els primers compassos del vals, els quals va transcriure després en un paper per a música, amb gran esforç de part seva. Va anomenar a aquest vals Déu Mai Mor en gratitud a que havia rebut auxili quan més ho necessitava. A aquesta composició se li han assignat diverses lletres de les quals la més coneguda i que es reprodueix seguidament, va ser escrita per Cipriano José Cruz.